# Ses trois filles
Pour plus de détails, voir Fiche technique et Distribution.
Ses trois filles (His Three Daughters) est un film américain réalisé par Azazel Jacobs, sorti en 2023 et diffusé sur Netflix.

## Synopsis
À New York, trois sœurs brouillées se retrouvent au chevet de leur père atteint d'un cancer en phase terminale.

## Fiche technique
- Titre : Ses trois filles
- Titre original : His Three Daughters
- Réalisation : Azazel Jacobs
- Scénario : Azazel Jacobs
- Musique : Rodrigo Amarante
- Genre : Drame
- Durée : 101 minutes
- Dates de sortie :
  - Canada : Festival international du film de Toronto 9 septembre 2023
  - États-Unis : 6 septembre 2024, Festival international du film de San Francisco 18 septembre 2024
  - France : 20 septembre 2024 sur Netflix

## Distribution
- Carrie Coon (VF : Audrey Sourdive) : Katie
- Natasha Lyonne (VF : Daria Levannier) : Rachel
- Elizabeth Olsen (VF : Charlotte Correa) : Christina
- Rudy Galvan (VF : Gilduin Tissier) : Angel
- Jose Febus (VF : Rody Benghezala) : Victor
- Jovan Adepo (VF : Mike Fédée) : Benjy
- Jasmine Bracey (VF : Sandrine Moaligou) : l'infirmière
- Jay O. Sanders (VF : Jean-François Aupied) : Vincent

## Prix
- Gotham Independent Film Awards 2024 du meilleur scénario pour Azazel Jacobs[1]
- Chicago Film Critics Association 2024 de la meilleure actrice pour Natasha Lyonne[2]
- Prix Robert-Altman 2024[3]